# فاطمة الحوسني (رياضية)
فاطمة الحوسني هي لاعبة ألعاب قوى إماراتية.

## حياتها ومسيرتها
وُلدت فاطمة يوسف الحوسني عام 1998، وبدأ اهتمامها بالرياضة في سن مبكرة، فمارست في البداية لعبة كرة السلة قبل أن تتحول إلى رياضة ألعاب القوى وتتخصّص في ألعاب رمي القرص ورمي الجلة. وفي أول مشاركة خارجية لها، استطاعت فاطمة الحوسني الفوز بالميدالية الذهبية في منافسات رمي القرص ببطولة المدارس الخليجية بعد أن تمكنت من رمي القرص لمسافة بلغت 29.90 متر مما شجعها على مواصلة مسيرتها الرياضية، فانضمت إلى صفوف نادي شباب أهلي دبي لألعاب القوى، وشاركت مع الفريق في بطولة كأس رئيس الدولة حيث استطاعت أن تحقق المركز الأول في مسابقتي رمي القرص بعد أن حققت رمية لمسافة بلغت 41.84 متر، ودفع الجلة برمية لمسافة بلغت 12.71 متر. وفي عام 2013 شاركت فاطمة الحوسني في بطولة مجلس التعاون الرابعة لألعاب القوى للناشئات، وكانت على وشك الفوز بالميدالية البرونزية في منافسات رمي القرص ودفع الجلة بعد أن استطاعت رمي القرص لمسافة بلغت 33.84 متراً، وتمكنت من دفع الجلة لمسافة قدرها 11.89 متراً، واحتلت بذلك المركز الرابع في الترتيب النهائي لمسابقتي دفع الجلة ورمي القرص بالبطولة.
التحقت فاطمة الحوسني بعد ذلد بنادي الشارقة الرياضي للمرأة، كما انضمت أيضًا إلى صفوف منتخب الإمارات لألعاب القوى للشابات ومثلت الإمارات في النسخة الأولى من بطولة غرب آسيا لألعاب القوى للشباب والشابات، والتي أقيمت عام 2016 في البحرين، حيث تمكنت من حصد ميداليتين ذهبيتين في منافسات رمي القرص ودفع الجلة، ورشحت لتمثيل الإمارات في النسخة الثامنة عشرة من دورة الألعاب الآسيوية في جاكرتا عام 2018. وخلال موسم عام 2018، حصلت فاطمة الحوسني على لقب أفضل لاعبة ألعاب قوى في الإمارات. أما على الصعيد الأكاديمي فقد درست فاطمة الحوسني علم التغذية بكلية العلوم الصحية في جامعة زايد.

## الميداليات والألقاب
استطاعت فاطمة الحوسني إحراز العديد من الميداليات والألقاب خلال مشاركاتها بالبطولات الإقليمية والدولية المختلفة، ويوضح الجدول التالي أهم الميداليات التي حققتها خلال مسيرتها:
| السنة | البطولة                                                         | الميدالية/اللقب | المسابقة  | ملاحظات |
| ----- | --------------------------------------------------------------- | --------------- | --------- | --- |
| 2013  | دورة الألعاب الخليجية المدرسية                                  | فضية            | دفع الجلة | [ 5 ] [ 6 ] [ 7 ] |
| 2016  | بطولة غرب آسيا لألعاب القوى للشباب والشابات                     | ذهبية           | دفع الجلة | حققت رمية لمسافة 12.07 مترًا |
| 2016  | بطولة غرب آسيا لألعاب القوى للشباب والشابات                     | ذهبية           | رمي القرص | حققت رمية لمسافة 42.35 متراً |
| 2016  | البطولة العربية لألعاب القوى للشباب والشاابات                   | فضية            | رمي القرص | حققت رمية لمسافة 39.37 متر بفارق 2.56 متر عن صاحبة الميدالية البرونزية اللاعبة الجزائرية ايمان محمدي                                         |
| 2016  | دورة الألعاب للأندية العربية للسيدات 2016                       | فضية            | رمي القرص | |
| 2017  | البطولة الخليجية لرياضة المرأة                                  | ذهبية           | رمي القرص | حققت رمية لمسافة 42.22 مترا |
| 2017  | البطولة الخليجية لرياضة المرأة                                  | ذهبية           | دفع الجلة | حققت رمية لمسافة 11.50 متر |
| 2018  | بطولة عمان الدولية للاندية العربية لألعاب القوى للرجال والسيدات | ذهبية           | دفع الجلة | مثلت في هذه البطولة نادي شباب أهلي دبي، وحصلت على المركز الأول في منافسات دفع الجلة بعد أن حققت رمية لمسافة قدرها 11.98 متر                  |
| 2018  | بطولة عمان الدولية للاندية العربية لألعاب القوى للرجال والسيدات | ذهبية           | رمي القرص | فازت بالمركز الأول في منافسات رمي القرص بعد أن استطاعت رمي القرص لمسافة بلغت 45.20 متر                                                       |
| 2020  | دورة الألعاب للأندية العربية للسيدات 2020                       | ذهبية           | رمي القرص | مثلت في هذه البطولة نادي الشارقة الرياضي للمرأة، وحصلت على المركز الأول في منافسات رمي القرص بعد أن استطاعت رمي القرص لمسافة قدرها 41.53 متر |
| 2022  | دورة الألعاب الخليجية                                           | ذهبية           | رمي القرص | |
| 2022  | البطولة التخصصية الثانية لألعاب القوى للسيدات                   | ذهبية           | رمي القرص | مثلت في هذه البطولة نادي الشارقة الرياضي للمرأة                                                                                              |
| 2023  | بطولة غرب آسيا لألعاب القوى                                     | فضية            | دفع الجلة | [ 22 ] |